# 魁匠團
魁匠團，前身为游戏工作室蓝洞（韓語：블루홀），於2018年11月5日成立，是一家韩国的电子游戏开发商及控股公司，旨在更好的統一品牌並調整公司及其子公司的地位。

## 簡介
魁匠團的前身“蓝洞工作室”（Bluehole Studio）于2007年3月成立，成员大多来自于韩国网络游戏巨头NCsoft。2008年，蓝洞工作室公开了其使用虚幻3引擎制作的 MMORPG《Project S1》（即后来的《TERA》），备受瞩目。不过NCsoft认为《TERA》非法使用其《天堂3》项目的源代码进行研发，引发了持续4年之久的版权纠纷，《TERA》也面临人气下挫的局面。其后蓝洞工作室投身手机游戏领域，并推出了多款游戏。与此同时，蓝洞工作室也没有放弃PC平台游戏的开发，并寻找新的机会。

魁匠團前名稱「藍洞」及其舊標誌。

2015年1月，蓝洞工作室更名为“蓝洞”，并收购了游戏开发商Ginno Games，将其更名为“Bluehole Ginno Games”。
2017年，由Bluehole Ginno Games开发的大逃杀游戏《绝地求生》上线，获得空前成功；当年9月，Bluehole Ginno Games更名为“PUBG公司”，专门负责《绝地求生》的开发和维护。
2018年11月5日，蓝洞更名为「魁匠團（KRAFTON）」
。名稱經過藍洞成員、外部合作夥伴和專家進行五個月的名稱甄選，從900個候選名單中選出。據魁匠團官網表示，魁匠團的願景是「成為遊戲製作的大師」，在未來將抱持不懈挑戰的精神來體現「匠人精神」。
2020年12月1日，魁匠團重新組合旗下子公司，但還是由許多家獨立遊戲開發商聯合而成：將其電子遊戲工作室精簡為主要四個，分別是PUBG、藍洞、Rising Wings和Striking Distance，而Rising Wings是Pnix和Delusion工作室的合併實體。魁匠團的獨立工作室系統旨在賦予其團隊開發自主權，以建立自己的獨特身份並追求自己的創造力。
魁匠團宣布計劃於2021年下半年進行首次公開募股的計劃。該公司的淨資產估計有300億英鎊（272億美元）。

## 子公司

### 藍洞
藍洞工作室由張秉圭（장병규）於2007年3月在南韓首爾成立。張秉圭先前於1997年與其他7位聯合創始人共同創立了Neowiz，並於2005年創立了搜索引擎開發商First Snow，然後於2006年出售了該合資企業。2014年，藍洞因財政問題裁走近三分之一的員工。2015年4月22日，工作室宣布將名稱更改為「藍洞（Bluehole）」。
2017年8月，中國控股公司騰訊宣布，在收購藍洞的邀約被拒絕之後，他們已向藍洞投資了一筆未披露的金額。藍洞最初否認對方曾有任何投資，但後來表示他們正在與騰訊進行多種合作夥伴關係的談判，例如關於股權的收購。隨後，騰訊以700億韩元的價格收購了藍洞1.5％的股份。2017年11月，騰訊重申了他們打算完全收購藍洞的意圖。韓國雜誌《韓國時報》建議，由於張炳圭同時擔任藍洞董事長和第四次委員會主席的職務，所以「藍洞藉首次公開募股成為上市公司是『毫無疑問的』」。當時，追蹤未上市股票的公司「38 Communications」對藍洞公司的估值為5.2萬億韓元。騰訊計劃再投資5,000億韩元，以獲取更多10％的股權，將其總持股比例提高至11.5％。通過此次收購，騰訊將成為藍洞的第二大股東，緊隨著的是藍洞的創始人兼董事長張秉圭，他擁有公司20.6％的股份。
2020年4月1日，由藍洞工作室開發並由Kakao Games發行的大型多人在線角色扮演遊戲（MMORPG）《A:IR》改名為《伊罗安》並於4月11日展開搶先體驗。10月，Kakao Games宣布遊戲將於12月10日在韓國上市。遊戲未來也計畫於歐美推出。

### PUBG工作室
PUBG工作室（PUBG Studio），舊稱Ginno Games、Bluehole Ginno Games、PUBG公司（PUBG Corporation），是藍洞為2017年推出的大逃殺遊戲《絕地求生》（PlayerUnknown's Battlegrounds，PUBG）而創立的一間內部工作室。工作室最初名稱為Ginno Games，由金昌漢創立，目的是開發大型多人在线角色扮演游戏。Ginno Games於2015年1月27日被藍洞收購，並於當年3月27日完成轉交後，公司在5月將名稱改為「Bluehole Ginno Games」，創辦人金昌漢也晉升為藍洞的副總裁。當時Ginno Games僱用了60名員工。
2015年12月，工作室推出免費大型多人線上遊戲《Devilian》，但反響平平，在此之際，創辦者金昌漢突然想製作一款以「最後倖存者」為概念的大逃殺遊戲。隔年，他邀請擁有創作大逃殺遊戲模組經驗的布萊登·格里尼（外號PlayerUnknown）合作製作出《絕地求生》這款遊戲，遊戲在推出後大獲成功。
繼《絕地求生》在2017年獲得成功之後，Bluehole Ginno Games又於2017年9月更名為「PUBG Corporation」。
2017年底他們在美國威斯康辛州麥迪遜市成立了第二個辦事處，隨後又在荷蘭阿姆斯特丹和日本開設了兩個辦事處。2018年3月12日，PUBG公司收購了紐約的工作室MadGlory，使該工作室更名為PUBG MadGlory。
格林一直在PUBG公司首爾辦事處工作，直到2019年3月離開到阿姆斯特丹辦事處領導新的子公司PUBG Special Projects，後來更名為PUBG Productions。PUBG Productions在2019年的遊戲大獎上發表了他們的首款遊戲《Prologue》。據稱，這款遊戲不屬於大逃殺遊戲，且將探索遊戲性和技術，以「為玩家每次玩遊戲都提供獨特而難忘的體驗」。
2020年12月，魁匠團宣布將PUBG公司完全併入魁匠團旗下的獨立工作室系統，而PUBG公司的開發方仍然存在，並更名為「PUBG Studio」。同時將繼續尋求在各領域（包含電子競技、娛樂產業等）擴張《絕地求生》IP的機會。
|                                 | 魁匠團沒有給出將PUBG「公司」更改為「工作室」的理由，儘管後一個術語的確暗示了更具創造力的出路，而不是一個強大、有監督權的商業實體。有趣的是，這次合併將如何影響其不斷發展的電子競技領域，以及該公司採取何種娛樂方式。 |
| ——由「Esports Insider」網站解讀 | |

### Striking Distance
2019年6月，魁匠團與大錘遊戲的共同創始人格倫·斯科菲爾德共同成立了一家名為Striking Distance的新工作室。 由斯科菲爾德擔任執行長的Striking Distance目前正研發基於《絕地求生》宇宙觀相關的原創體驗作品。工作室的第一款遊戲是《木卫四协议》(The Callisto Protocol)，這是PUBG宇宙中的生存恐怖遊戲。它於2022年發布。

### Rising Wings
Rising Wings是一家手機遊戲開發和發行公司，負責《Archery King》、《高桿王者 - 世界巡迴賽》等其他手機遊戲。

#### Pnix
Pnix是手機遊戲開發商。該公司於2012年成立，全名為「Pnix Games」。藍洞宣布他們已與Squall一同於2015年4月22日收購了Pnix Games。Pnix Games於2016年6月將公司更名為「Bluehole Pnix」。代表遊戲有《Bowling King》。

#### Delusion工作室
Delusion工作室（Delusion Studio）成立於2011年4月，由Kang Moon-chul領導。藍洞於2018年6月22日宣布收購該工作室。他們開發的手機遊戲有：《Guardian Stone》、《Jellipo》、《House of Mice》、《Castle Burn》等。

### 紅撒哈拉工作室
紅撒哈拉工作室（Red Sahara Studio）是由李知勳（Lee Ji-hoon）率領的手機遊戲開發商。藍洞於2018年3月12日通過股票互換交易完成了對工作室的收購。紅撒哈拉正在開發基於TERA的手機遊戲。

### 探戈遊戲工作室
探戈遊戲工作室（Tango Gameworks）是一家日本的電子遊戲開發商，由三上真司在2010年3月成立，同年10月被美國媒體公司ZeniMax Media收購成為旗下ZeniMax亞洲的子公司。2021年，ZeniMax Media被美國科技公司微軟收購後成為旗下第一家日本遊戲工作室，其後於2024年6月14日被微軟宣佈關閉。魁匠團於2024年8月12日宣佈與微軟達成協議，從ZeniMax亞洲收購探戈遊戲工作室及《完美音浪》IP，該工作室是魁匠團在日本第一家子公司，之前的遊戲IP（包括《完美音浪》首作）仍歸微軟及其發行商貝塞斯達軟件所有。收購後，魁匠團計劃將會繼續開發《完美音浪》IP，同時探索未來的新項目。

## 已解散的子公司
目前包括：L-Time Games、Bluehole Squall、Maui Games和En Masse娛樂已被總公司清算、合併和關閉。

### En Masse娛樂
En Masse娛樂（En Masse Entertainment）成立於2008年6月，是魁匠團在北美的發行分部，因發行《TERA》北美服而聞名。該公司於2008年6月成立，原名為「Bluehole Interactive」（藍洞互動）。2010年2月26日，公司名稱更改為「En Masse Entertainment」。
2020年8月17日，En Masse娛樂宣布將在遊戲行業服務10年後關閉其辦公室，並決定藍洞工作室將在《TERA》遊戲主機（PS4，Xbox One）版本全球發布後接管發行，而PC版本將由Gameforge發行。